# Byron (Georgie)
Byron je město v Peach County, v Georgii, ve Spojených státech amerických. V roce 2011 žilo ve městě 4523 obyvatel.

## Demografie
Podle sčítání lidí v roce 2000 žilo ve městě 2887 obyvatel, 1061 domácností a 829 rodin. V roce 2011 žilo ve městě 2164 mužů (47,9%), a 2359 žen (52,1%). Průměrný věk obyvatele je 37 let.